# كيفن جوميز-نييتو
كيفن جوميز-نييتو (بالهولندية: Kevin Gomez Nieto)‏ هو لاعب كرة قدم هولندي في مركز ظهير ‏، ولد في 11 يناير 1994 في زوترمير في هولندا. لعب مع ستوك سيتي وهيلموند سبورت.

## وصلات خارجية
- كيفن جوميز-نييتو على موقع قاعدة بيانات كرة القدم.إي يو (الإنجليزية)
- كيفن جوميز-نييتو على موقع Soccerway.com (الإنجليزية)